# Liste des Premiers ministres de la fédération de Bosnie-et-Herzégovine
Cet article énumère les Premiers ministres de la fédération de Bosnie-et-Herzégovine, le chef du gouvernement de la fédération de Bosnie-et-Herzégovine.

## Premiers ministres de la fédération de Bosnie-et-Herzégovine (1994-présent)
| Portrait | Nom                                                    | Mandat           | Mandat           | Parti   |
| -------- | ------------------------------------------------------ | ---------------- | ---------------- | ------- |
|          | Haris Silajdžić (1945–)                                | 31 mai 1994      | 31 janvier 1996  | SDA     |
|          | Izudin Kapetanović (1953–)                             | 31 janvier 1996  | 18 décembre 1996 | SDA     |
|          | Edhem Bičakčić (1952–)                                 | 18 décembre 1996 | 10 janvier 2001  | SDA     |
|          | Dragan Čović (1956–) Premier ministre par intérim      | 10 janvier 2001  | 12 mars 2001     | HDZ BiH |
|          | Alija Behmen (1940–2018)                               | 12 mars 2001     | 14 février 2003  | SDP BiH |
|          | Ahmet Hadžipašić (1952–2008)                           | 14 février 2003  | 30 mars 2007     | SDA     |
|          | Nedžad Branković (1962–)                               | 30 mars 2007     | 27 mai 2009      | SDA     |
|          | Vjekoslav Bevanda (1956–) Premier ministre par intérim | 27 mai 2009      | 25 juin 2009     | HDZ BiH |
|          | Mustafa Mujezinović (1954–2019)                        | 25 juin 2009     | 17 mars 2011     | SDA     |
|          | Nermin Nikšić (1960–)                                  | 17 mars 2011     | 31 mars 2015     | SDP BiH |
|          | Fadil Novalić (1959–)                                  | 31 mars 2015     | 28 avril 2023    | SDA     |
|          | Nermin Nikšić (1960–)                                  | 28 avril 2023    | En fonction      | SDP BiH |